# Enaliosuchus
Enaliosuchus – wymarły rodzaj krokodylomorfa morskiego. Żył on w czasach walanżynu we wczesnej kredzie. Był to mięsożerca spędzający większość czasu, jeśli nie całe swe życie, w morzu. Nie odkryto nigdy jego jaj i mało wiadomo o jego rozmnażaniu się, inaczej niż w przypadku wielkich mezozoicznych gadów morskich, jak plezjozaury czy ichtiozaury. Nazwa rodzajowa Enaliosuchus pochodzi od greckich słów Enalios (morski) i suchos (krokodyl). 

## Gatunki
- E. macrospondylus Koken, 1883[1] – gatunek typowy we wczesnokredowych (walangżyn) terenów dzisiejszej Francji i Niemiec[1]
- E. schroederi Kuhn, 1936  – także znaleziony w Niemczech, być może jest to jedynie młodszy synonim poprzedniego[2]

Współczesne badania są za monofiletyzmem rodzaju. Jednakże uważano też, że może chodzić o wysoko zróżnicowanych przedstawicieli innego rodzaju o nazwie Geosaurus.